# Chrysidiomyia hirsutus
Chrysidiomyia hirsutus är en tvåvingeart som först beskrevs av Krober 1940.  Chrysidiomyia hirsutus ingår i släktet Chrysidiomyia och familjen stekelflugor. Inga underarter finns listade i Catalogue of Life.